# Drive Like Maria
Drive Like Maria je belgicko-nizozemská rocková hudební skupina. V roce 2005 vyhrála v nizozemské části mezinárodní soutěže kapel (Global Battle of the Bands) a následně se dostala na mezinárodní finále do Londýna. Své první album nazvané Elmwood vydala v roce 2009. Jeho producenty byli členové skupiny a mixoval jej americký producent John Congleton. Do roku 2017 následovala dvě další alba: Drive Like Maria (2012) a Creator Preserver Destroyer (2017).

## Diskografie
- Elmwood (2009)
- Drive Like Maria (2012)
- Creator Preserver Destroyer (2017)